# Danny Wilson (calciatore 1991)
Daniel Wilson detto Danny (Livingston, 27 dicembre 1991) è un calciatore scozzese, difensore del Livingston.

## Caratteristiche tecniche
Gioca prevalentemente come difensore centrale, ma si può adattare anche come terzino sulla fascia sinistra. Nel 2010 è stato inserito nella lista dei migliori calciatori nati dopo il 1989 stilata da Don Balón.

## Carriera

### Club
Cresciuto nelle giovanili del Rangers, viene aggregato alla prima squadra nella stagione 2009-2010; disputa la sua prima partita da professionista nella Scottish Premier League contro il St. Mirren, terminata 2-1 per i Rangers. Nel corso della stagione totalizza 14 presenze segnando una rete in campionato, nella partita contro l'Heart, disputando anche 2 partite in Champions League e inoltre scende in campo in 5 partite nelle selezioni giovanili scozzesi, 3 nell'Under-19 e 2 nell'Under-21.
Nel luglio del 2010 il cartellino viene acquisito dal Liverpool che versa nelle casse del Rangers circa 3 milioni di euro. Fa il suo esordio con la nuova squadra nel match di Coppa di Lega contro il Northampton Town. Scendo spesso in campo in Europa League, disputando 5 partite. Nella 28ª giornata di Premier League, fa il suo esordio nella massima divisione inglese contro il West Ham, perdendo per 3-1. In occasione della sua prima convocazione in Nazionale, nella partita contro le Far Oer, segna il suo primo gol in ambito internazionale.

### Nazionale
Ha giocato nelle nazionali giovanili scozzesi Under-17, Under-19 ed Under-21.
Tra il 2010 ed il 2011 ha segnato un gol in 5 presenze con la nazionale maggiore scozzese.

## Statistiche

### Cronologia presenze e reti in nazionale
| Cronologia completa delle presenze e delle reti in nazionale ― Scozia | Cronologia completa delle presenze e delle reti in nazionale ― Scozia | Cronologia completa delle presenze e delle reti in nazionale ― Scozia | Cronologia completa delle presenze e delle reti in nazionale ― Scozia | Cronologia completa delle presenze e delle reti in nazionale ― Scozia | Cronologia completa delle presenze e delle reti in nazionale ― Scozia | Cronologia completa delle presenze e delle reti in nazionale ― Scozia | Cronologia completa delle presenze e delle reti in nazionale ― Scozia |
| Data                                                                  | Città                                                                 | In casa                                                               | Risultato                                                             | Ospiti                                                                | Competizione                                                          | Reti                                                                  | Note                                                                  |
| --------------------------------------------------------------------- | --------------------------------------------------------------------- | --------------------------------------------------------------------- | --------------------------------------------------------------------- | --------------------------------------------------------------------- | --------------------------------------------------------------------- | --------------------------------------------------------------------- | --------------------------------------------------------------------- |
| 16-11-2010                                                            | Aberdeen                                                              | Scozia                                                                | 3 – 0                                                                 | Fær Øer                                                               | Amichevole                                                            | 1                                                                     |                                                                       |
| 9-2-2011                                                              | Dublino                                                               | Irlanda del Nord                                                      | 0 – 3                                                                 | Scozia                                                                | Amichevole                                                            | -                                                                     | 90’                                                                   |
| 27-3-2011                                                             | Londra                                                                | Brasile                                                               | 2 – 0                                                                 | Scozia                                                                | Amichevole                                                            | -                                                                     | 73’                                                                   |
| 10-8-2011                                                             | Glasgow                                                               | Scozia                                                                | 2 – 1                                                                 | Danimarca                                                             | Amichevole                                                            | -                                                                     |                                                                       |
| 3-9-2011                                                              | Glasgow                                                               | Scozia                                                                | 2 – 2                                                                 | Rep. Ceca                                                             | Qual. Euro 2012                                                       | -                                                                     | 76’ 90’                                                               |
| Totale                                                                |                                                                       | Presenze                                                              | 5                                                                     |                                                                       | Reti                                                                  | 1                                                                     |                                                                       |

## Palmarès

### Club

#### Competizioni nazionali
- Coppa di Lega scozzese: 1

Rangers: 2009-2010
- Campionato scozzese: 1

Rangers: 2009-2010
- Scottish Championship: 2

Hearts: 2014-2015
Rangers: 2015-2016
- Scottish Challenge Cup: 2

Rangers: 2015-2016
Livingston: 2024-2025

### Individuale
- Miglior giovane dell'anno della SPFA: 1

2009-2010